# Lanke (Wandlitz)
Lanke ist ein Ortsteil der Gemeinde Wandlitz, der im 14. Jahrhundert erstmals urkundlich erwähnt wurde. Die Gemeinde gehört zum Landkreis Barnim im Bundesland Brandenburg. Bis zum Jahr 2003 war Lanke eine selbstständige Gemeinde innerhalb des Amtes Wandlitz.

## Geografie

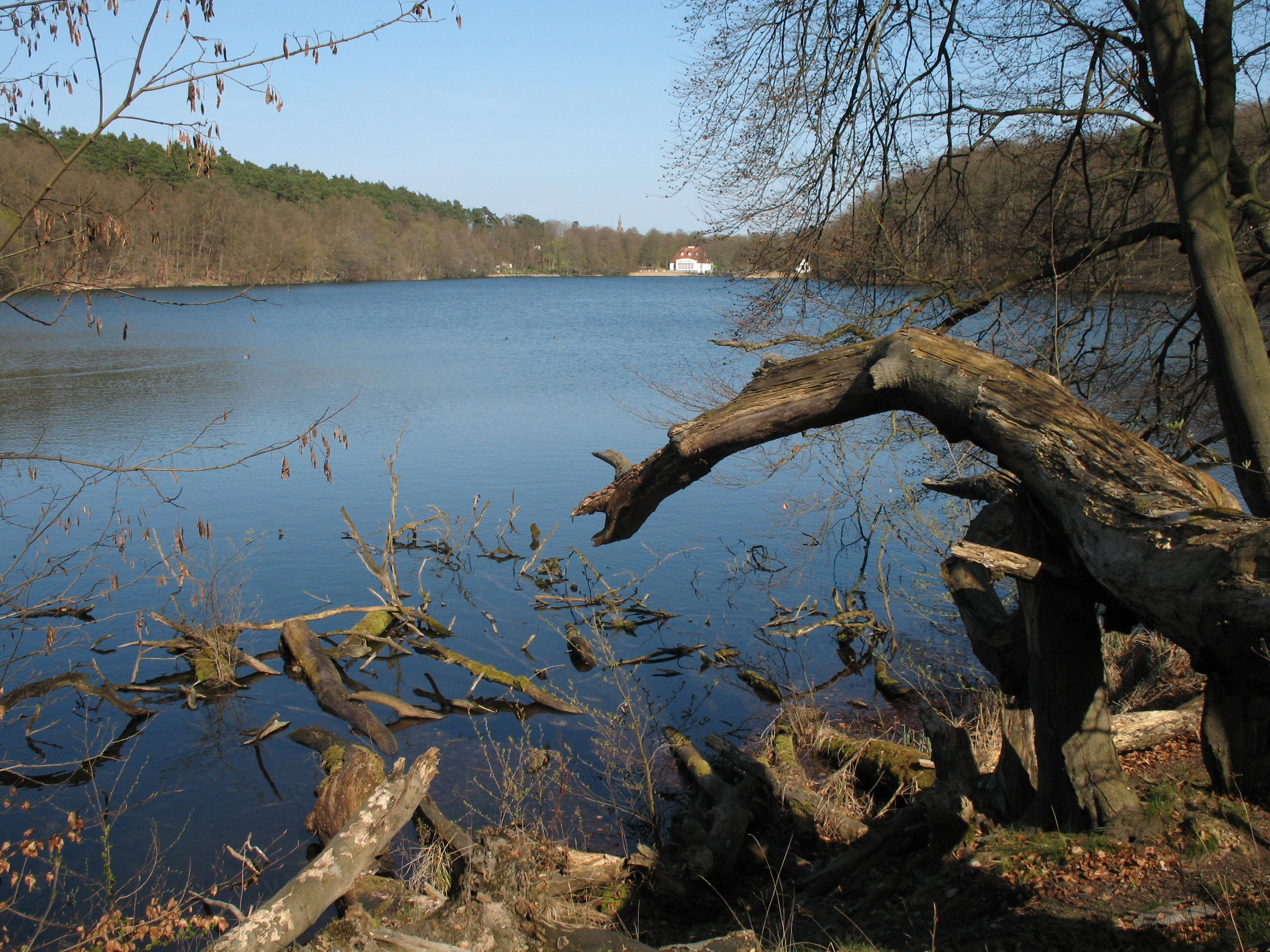
Obersee

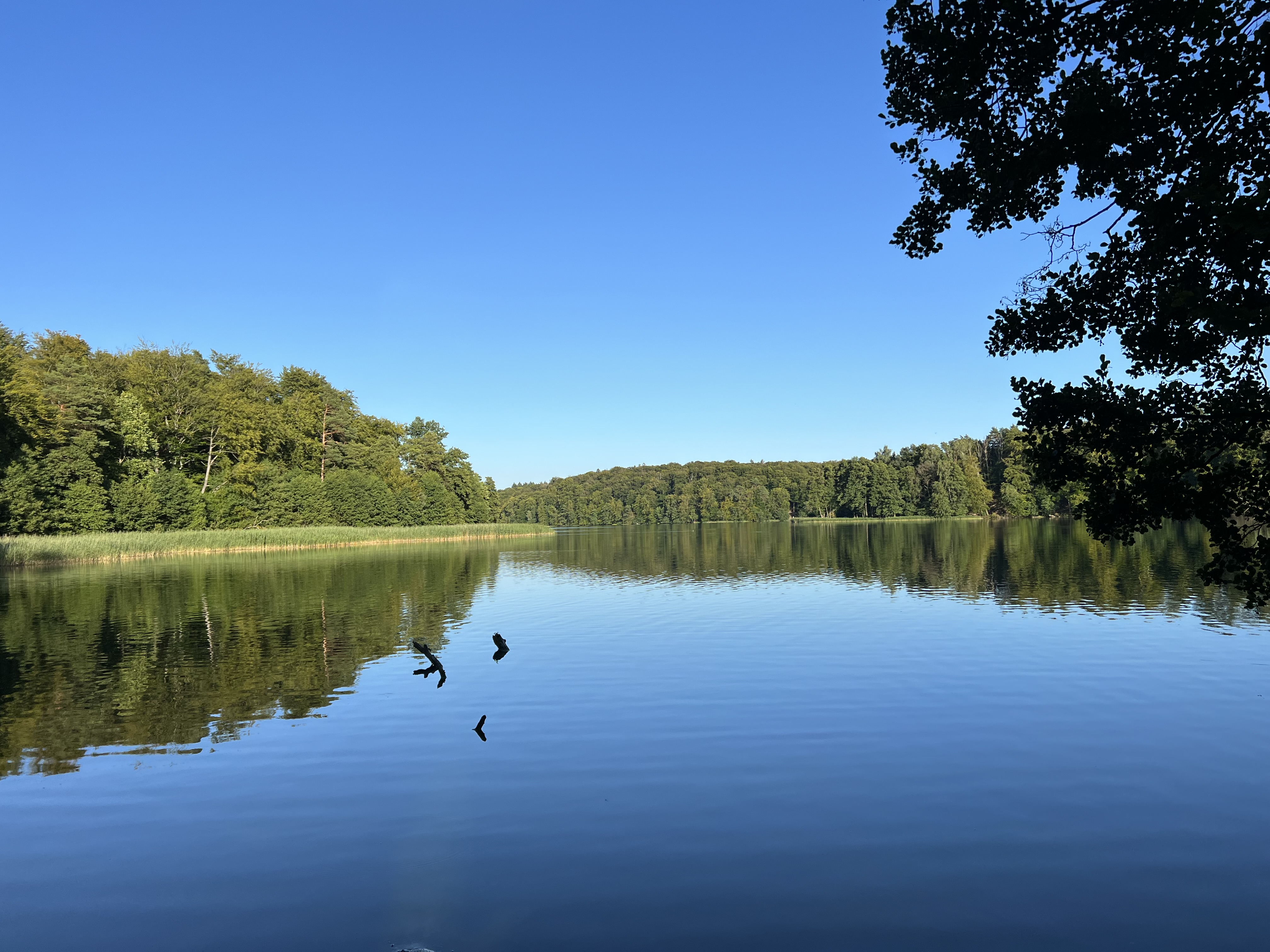
Liepnitzsee

Lanke liegt im Naturpark Barnim inmitten von Buchen- und Kiefernwäldern, 29,5 Kilometer nordöstlich des Stadtzentrums von Berlin. Der Hauptort befindet sich in einer Niederung zwischen drei Seen, dem Obersee im Westen, der Krummen Lanke im Nordosten und dem südöstlichen Hellsee. Die höchste Erhebung liegt mit 85,6 Metern über dem Meeresspiegel im nördlichen Waldgebiet von Lanke zwischen dem Bogensee und dem Strehlefließ. In Lanke kreuzen sich die Landesstraßen L 29 von Biesenthal nach Wandlitz und L 31 von Bernau nach Prenden. Die Siedlungsteile Ützdorf, Bogensee und Arendsee befinden sich westlich bzw. nordwestlich des Dorfs Lanke.
Das ehemalige Lanker Gemeindegebiet schloss den Liepnitzsee mit seiner Insel, dem 71,5 Meter hohen Großen Werder, östlich von Wandlitz ein, reichte im Osten bis zur Hellmühle, im Norden bis fast an den Prendener Strehlesee und umfasste auch einige Waldstücke der Probstheide zwischen den Bernauer Ortsteilen Waldfrieden und Waldsiedlung. Östlich grenzte Lanke an die Stadt Biesenthal, südlich an Lobetal, Bernau und den heutigen Wandlitzer Ortsteil Schönwalde, westlich an den oben genannten Ortsteil Waldsiedlung und an Wandlitz, sowie nördlich an Klosterfelde und Prenden, heute ebenso wie Lanke Wandlitzer Ortsteile.

## Geschichte
Lanke wurde in einem Schriftstück vom 24. Dezember 1315 erstmals urkundlich erwähnt, einer Bestätigung der Besitzungen und Rechte der Stadt Biesenthal in lateinischer Sprache durch Markgraf Johann V. „den Erlauchten“. Dort heißt es wörtlich que ducit versus Lancke – ‚bis zum Wege der nach Lancke führt‘. Eine Urkunde mit direktem Bezug zu Lanke stammt vom 24. Februar 1347. In dieser verlieh der Markgraf Ludwig I. „der Brandenburger“, einem Knappen Fridolin Sessel Einkünfte in dem ville Lanken – ‚Dorf Lanke‘. Im Landbuch der Mark Brandenburg von 1375 wird die Größe des Dorfs mit 36 Bauernhufen und 12 Kossäten angegeben. (zur Namensherkunft vergleiche Lanke (Toponym))
Seit etwa 1415 Eigentum der Burg Biesenthal, wurde Lanke 1620 durch die Biesenthaler Burgherren von Arnim an Friedrich von Götze aus Zehlendorf verkauft. Im Jahr 1624 hatte das Dorf laut Schossregister 126 Einwohner. Nach dem Dreißigjährigen Krieg war das Dorf völlig zerstört, nur ein Müller soll zu dieser Zeit den wüsten Flecken noch bewohnt haben. Schon 1734 wohnten dann wieder 126 Einwohner in Lanke. Nach mehrmaligem Besitzerwechsel, um 1675 Familie von Happe, 1764 Victor Ludwig Freiherr von Holwede und seiner Ehefrau geb. von Colomb, 1783 Oberstwachtmeister Hans Heinrich von Wülknitz, kam die Herrschaft Lanke 1827 in den Besitz der Familie von Redern.
Graf Friedrich Wilhelm von Redern ließ nach dem Kauf des Guts den östlich anschließenden Lustgarten nach Plänen des Gartenarchitekten Peter Joseph Lenné in einen Landschaftspark umgestalten. In den Jahren von 1856 bis 1858 wurde dann im Auftrag des Grafen das alte Herrenhaus im Stil der französischen Renaissance schlossähnlich überbaut. Die Arbeiten gehen auf Entwürfe des Architekten Eduard Knoblauch zurück. Zur damaligen Zeit wurde das Gebäude nach seinem Besitzer auch Landhaus Redern genannt, später volkstümlich Schloss Lanke.

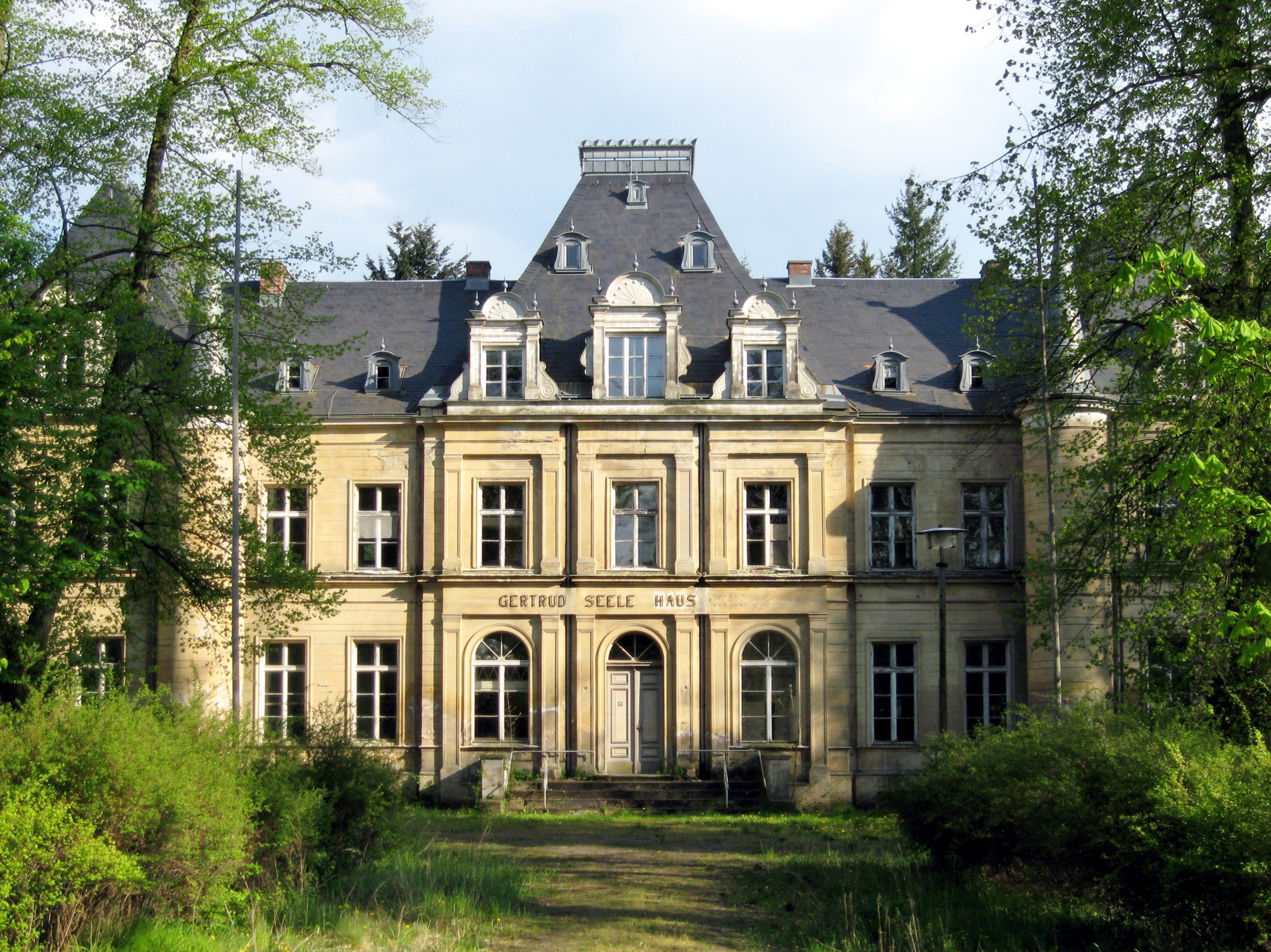
Schloss Lanke

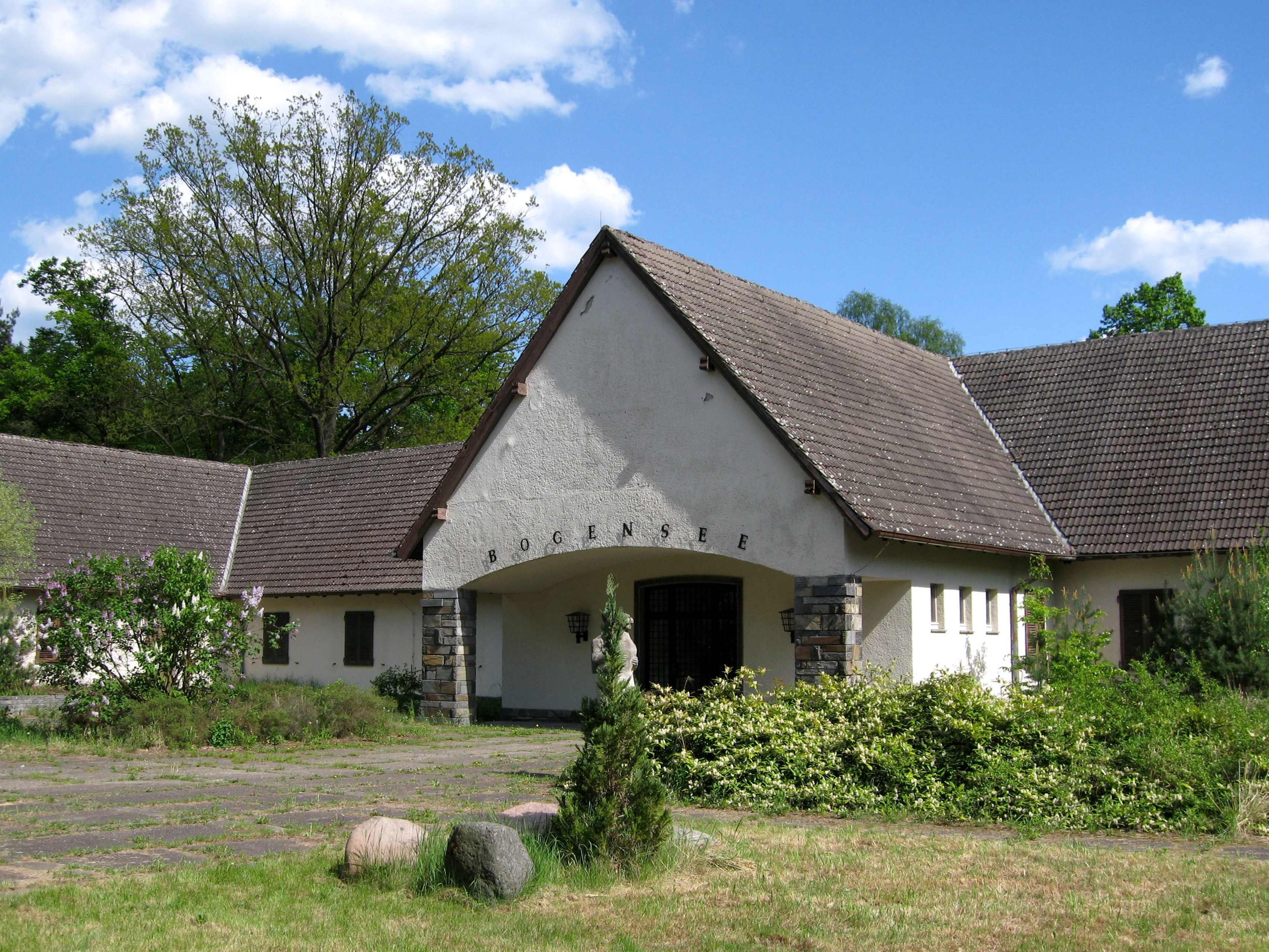
Landhaus Bogensee, Teil des Siedlungsbereichs von Lanke

Im Juni 1866 brannte das Dorf durch Funkenflug fast vollständig nieder. Ein Grund dafür war die damals noch vorhandene Schilfeindeckung der meisten Häuser. Nur das Schloss und vermutlich ein Bauern- und ein Fischerhaus, in dem später die neue Schule eingerichtet wurde, blieben unversehrt. Schon von 1867 bis 1868 erhielt Lanke für die durch den Brand zerstörte Kirche eine neue Backsteinkirche in neugotischem Stil, finanziert durch die Familie von Redern.
Die Grafen von Redern waren um 1900 mit dem 4500 Hektar umfassenden Gutsbezirk Lanke die größten Grundbesitzer im Landkreis Niederbarnim. Das Gut samt Herrenhaus und Nebengebäuden wurde 1914 an die Stadt Berlin verkauft, die damit in den Besitz ausgedehnter Wälder nördlich ihres Stadtgebiets gelangte. Sie sollten als Erholungsgebiete für die Bevölkerung Berlins und als Frischluftschneise für die ausufernde Großstadt-Bebauung erhalten werden. Schon Ende des 19. Jahrhunderts entwickelte sich der Fremdenverkehr in Lanke und dem nahe gelegenen Ützdorf. Für die Berliner Ausflügler entstanden mehrere Gaststätten und Pensionen sowie am Obersee eine Badeanstalt.
Ende der 1930er Jahre wurde für Joseph Goebbels, den damaligen Propagandaminister des Deutschen Reichs, am Bogensee nordwestlich von Lanke ein dreiflügeliges Haus als Landsitz Waldhof am Bogensee errichtet. Das 16.000 m² große Gelände hatte ihm die Stadt Berlin 1936 auf Lebenszeit zur Nutzung zur Verfügung gestellt.
Nach dem Zweiten Weltkrieg diente das Anwesen, erweitert durch mehrere mehrgeschossige Bauten im Stil des Sozialistischen Klassizismus, als Jugendhochschule „Wilhelm Pieck“ der FDJ der Ausbildung kommunistischer Kader der SED. Ab 1990 wurde nach neuen Nutzungskonzepten gesucht, u. a. für eine internationale Bildungseinrichtung. Nach vergeblichen Verkaufsbemühungen entschied der Berliner Liegenschaftsfonds, das Areal vorerst nicht weiter anzubieten. Etwa 100 Menschen lebten 2009 noch immer in dieser kleinen Siedlung, die wenig Infrastruktur auswies.
Das Schloss und seine Nebengebäude wurden nach 1945 erst ein Tuberkulose-Krankenhaus, dann eine Filiale des Eberswalder Krankenhauses. Bis etwa 1995 diente es als Seniorenheim.
Nach Auflösung der Bezirke der DDR und Neugründung des Landes Brandenburg am 3. Oktober 1990 war Lanke eine selbstständige Gemeinde im Kreis Bernau. Die Verwaltungsaufgaben wurden seit dem 1. Juli 1992 durch das Amt Wandlitz innerhalb des Landkreises Barnim wahrgenommen. Mit der Umwandlung des Amts zur Gemeinde Wandlitz durch Landesgesetz zum 26. Oktober 2003 verlor der Ort Lanke seine Selbstständigkeit. Die ehemalige Gemeinde ist seitdem Ortsteil der Großgemeinde Wandlitz. Eine Verfassungsbeschwerde aller amtsangehörigen Gemeinden gegen die kommunale Neugliederung vor dem Verfassungsgericht des Landes Brandenburg wurde am 16. Juni 2005 zurückgewiesen.
| Jahr      | 1624 | 1990 | 1992 | 1994 | 1996 | 1998 | 2000 | 2001 | 2002 | 2003 | 2004 | 2005 | 2006 | 2007 | 2008 | 2009 | 2010 | 2011 | 2012 |
| --------- | ---- | ---- | ---- | ---- | ---- | ---- | ---- | ---- | ---- | ---- | ---- | ---- | ---- | ---- | ---- | ---- | ---- | ---- | ---- |
| Einwohner | 126  | 789  | 732  | 693  | 719  | 667  | 641  | 620  | 621  | 620  | 623  | 620  | 582  | 582  | 574  | 567  | 581  | 560  | 543  |

## Politik

### Ortsbeirat
| Partei / Wahlbewerber | Stimmenanteil (Prozent) | Sitze |
| --------------------- | ----------------------- | ----- |
| Bürgerplattform Lanke | 83,0                    | 2     |
| Die Linke             | 17,0                    | 1     |

Am 25. Mai 2014 fanden Kommunalwahlen statt. Die Wahlbeteiligung betrug 45 Prozent der wahlberechtigten Einwohner. Der Ortsbeirat setzt sich aus drei Personen zusammen. Die Tabelle zeigt die Ergebnisse dieser Wahl.
Der Ortsbeirat hat beratende Funktion für die Gemeindevertretung von Wandlitz bezüglich der Entscheidungen des Gremiums, die den Ortsteil Lanke betreffen. Einige der Vertreter des Ortsbeirates sind gleichzeitig Gemeindevertreter.

### Ortsvorsteher
Das frühere Amt des Bürgermeisters wird seit der Fusion mit Wandlitz von einem Ortsvorsteher, zunächst auch Ortsteilbürgermeister genannt, wahrgenommen. Von Januar 2012 ist bis Mai 2019 war der parteilose Christian Schmidt Ortsvorsteher von Lanke. In Folge der Gemeindewahl 2019 übernahm Frank Wendland (SPD) das Amt. Er hält nach Vereinbarung Bürgersprechstunden im Gemeindezentrum Bernauer Straße 7 ab.

## Kultur und Sehenswürdigkeiten

### Bau- und Bodendenkmale
Jeder der Wandlitzer Ortsteile besitzt Baudenkmale, auch sind einige Bodendenkmale entdeckt worden, die allesamt in der Brandenburgischen Denkmalliste aufgeführt sind.

### Bauwerke

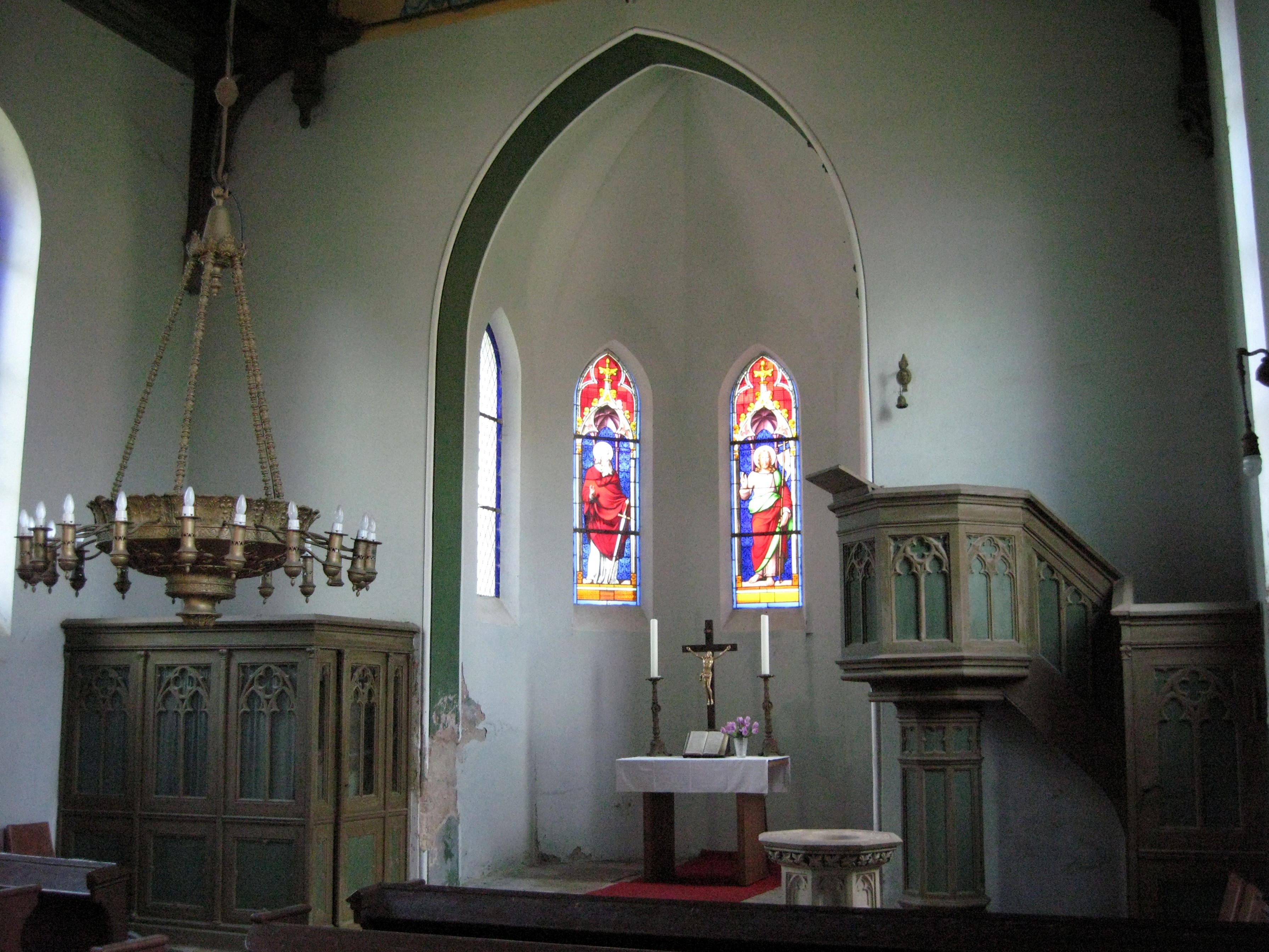
Innenansicht der Kirche

#### Evangelische Kirche Lanke
Für Lanke wurde erstmals 1458 eine Kirche erwähnt. Bei dem großen Dorfbrand von 1866 wurde auch die bis dahin genutzte Fachwerkkirche zerstört. Im Jahr darauf begannen die Einwohner mit dem Bau der heute noch vorhandenen neugotischen Backsteinkirche mit ihrem polygonalen Ostabschluss und quadratischen Westturm. Sie wurde 1868 fertiggestellt, finanziert durch die Familie von Redern, den Besitzern des Schlosses und des Gutes Lanke.

#### Schloss Lanke

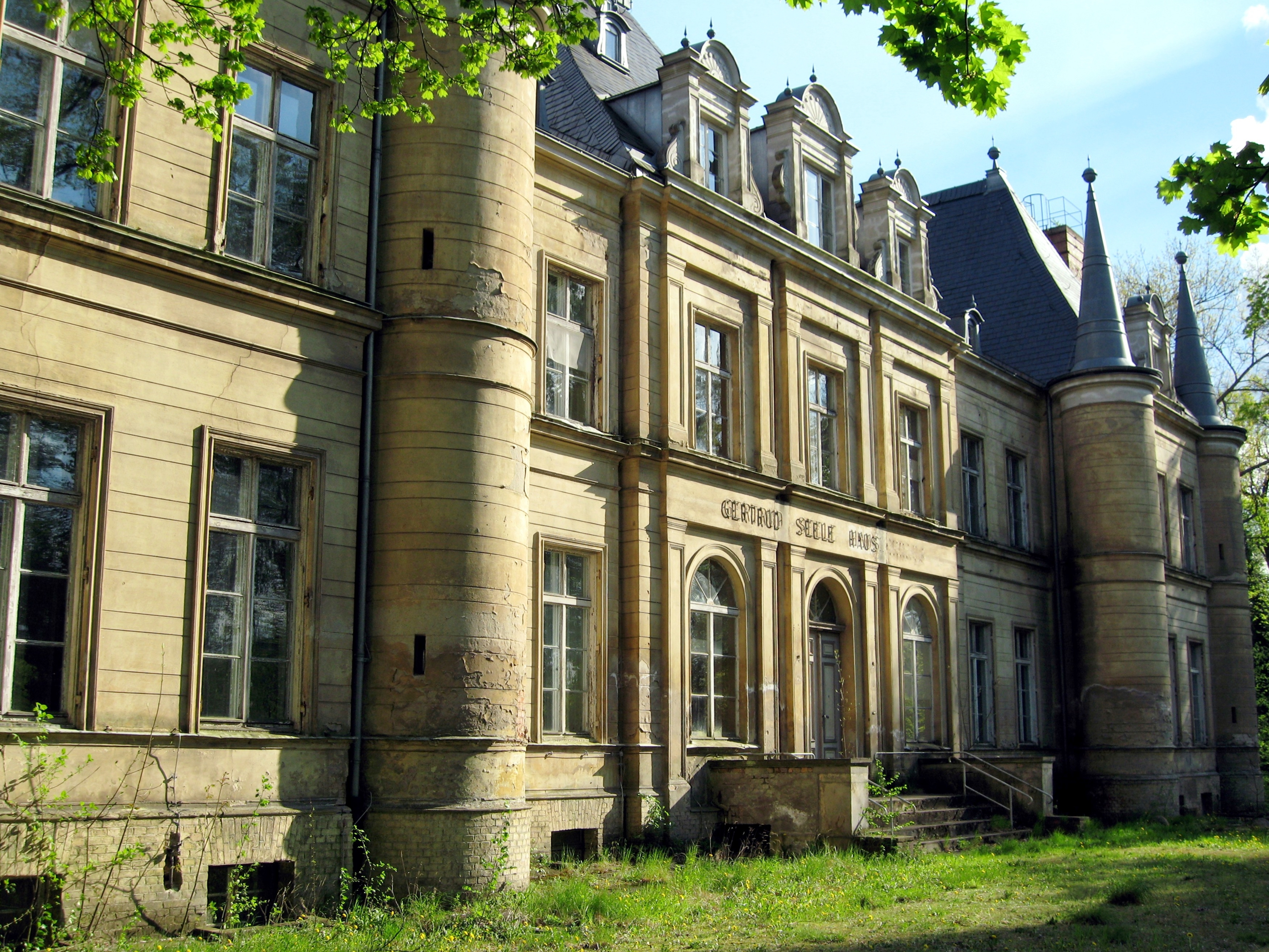
Haupteingang Schloss Lanke

Das Lanker Schloss bzw. Herrenhaus wurde von 1856 bis 1858 durch den Architekten Eduard Knoblauch als zweigeschossiger Putzbau im Stil der französischen Renaissance gebaut, wobei Kellergewölbe eines Vorgängerbaus einbezogen wurden. Das Gebäude mit seinen steilen Walmdächern hat einen dreiachsigen Mittelrisalit und zweiachsige Seitenrisalite, die durch acht Ecktürme eingefasst sind. Der südwestlich in Richtung Hellsee anschließende Park wurde schon vor dem Neubau des Schlosses nach Plänen von Peter Joseph Lenné im Stil eines englischen Landschaftsparks umgestaltet. Es bestand eine Hauptsichtachse zwischen Schloss und See. Weitere Sichtachsen verliefen strahlenförmig vom Schloss aus. Der Park ist heute größtenteils verwildert.
Gebäude und Park wurden nach Ausschreibungen des Berliner Liegenschaftsfonds im Jahr 2006 an eine Gruppe von Privatpersonen verkauft. Diese bauen in das Herrenhaus schrittweise Wohnungen ein, erhalten aber Kellergewölbe, Eingangsbereich und Dachgeschoss für die Allgemeinheit.

### Regelmäßige Veranstaltungen
Erwähnenswert sind das jährlich am Freibad des Obersees stattfindende Strandfest, das Osterfeuer am Sportplatz an der Prendener Allee sowie der Auftritt des seit 1968 bestehenden Lanker Frauenchors.

## Wirtschaft und Verkehr
Im Ort gibt es bereits seit DDR-Zeiten in alten Fachwerkhäusern von Ützdorf eine Jugendherberge. Für das Jahr 2008 sind im Gemeinderegister 48 Gewerbebetriebe für den gesamten Ort gemeldet. Außerdem wird weiterhin Landwirtschaft betrieben, vor allem Rinder- und Schweinemast.
Durch den Ort führen die Landesstraßen L 29 und L 31, die eine Verbindung zur Bundesstraße 109 zwischen Wandlitz und Klosterfelde sowie nach Biesenthal (L 29) bzw. nach Prenden und Bernau herstellen. An der L 29 liegen die Siedlungsbereiche Bogensee und Ützdorf. Der Ort wird durch eine Buslinie mit Bernau verbunden. Nahe vorbei führt die Bundesautobahn 11 mit einem Anschluss von und nach Lanke.

## Söhne und Töchter der Gemeinde
- Otto Rudolf von Wülcknitz (um 1794–1866), preußischer Kammergerichtsrat und Grundbesitzer
- Bernd Hans Heinrich Pommerenicke (1796–1872), preußischer Generalmajor

## Persönlichkeiten, die in Lanke wirken oder gewirkt haben
- Bertha von Redern, deutsche Malerin und Ehefrau von Graf Friedrich Wilhelm von Redern